# Пешкова, Майя Лазаревна
Ма́йя Ла́заревна Пешко́ва (урождённая Давидо́вич; 22 сентября 1946, Сороки, Молдавская ССР — 23 октября 2021, Москва, Россия) — российская журналистка, литературный критик, обозреватель радиостанции «Эхо Москвы».

## Биография

### Ранние годы
Родилась 22 сентября 1946 года в Сороках в семье продавца хлебного магазина, участника Великой Отечественной войны Лейзера Давидовича Давидовича (1901—1979) и кассирши-приёмщицы в обувной мастерской Этли Гершовны Давидович (1907—1981). В семье был также старший брат Рувен Лейзерович Давидович (1930—2025), доктор химических наук, профессор и заведующий лабораторией химии редких металлов, главный научный сотрудник Института химии Дальневосточного отделения РАН (Владивосток). Окончила школу с серебряной медалью, а также химический факультет Кишинёвского государственного университета.

### Работа и творческая деятельность
Трудовую деятельность начала с 17 лет, занималась переводами математической литературы с английского языка, позже синхронными переводами с идиша. С начала 1970-х по начало 1990-х трудилась в Институте общей и неорганической химии имени Н. С. Курнакова.
Во второй половине 1980-х получила второе высшее образование — полиграфическое. В 1992 году поступила на радиостанцию «Эхо Москвы»: являлась автором программ «Непрошедшее время» (о людях и событиях минувших дней), «Книжное казино» (о книжных новинках), «Детская площадка», «Титульный лист», «Книги и вокруг». В соавторстве с Юрием Буслаевым выпустила пластинку «Серебряные дребезги» о жизни и творчестве М. И. Цветаевой. Последний эфир на «Эхе» провела 12 сентября 2021 года.

### Смерть
Скончалась 23 октября 2021 года в Москве от последствий заболевания COVID-19. Похоронена в Балашихе 27 октября.

## Награды и звания
- Серебряная медаль Александра Блока (2006)
- Благодарность Федерального агентства по печати и массовым коммуникациям (2007)[11]
- Премия имени Артёма Боровика в номинации «Радио» (2010)[12][13]
- Премия «Книжный червь» (2018)